# Spotlight (moteur de recherche)
Pour les articles homonymes, voir Spotlight.
 (février 2010).
Si vous disposez d'ouvrages ou d'articles de référence ou si vous connaissez des sites web de qualité traitant du thème abordé ici, merci de compléter l'article en donnant les références utiles à sa vérifiabilité et en les liant à la section « Notes et références ».
Spotlight est un moteur de recherche propriétaire de fichiers intégré dans macOS à partir de la version Mac OS X 10.4, dite Tiger, et dans iOS à partir de sa version 3.0. De plus, la recherche se lance automatiquement au fur et à mesure que l'utilisateur complète sa requête. Il fonctionne par indexation et recherche également dans les métadonnées.
Spotlight indexe tous les mots des mails utilisant Mail.app. Spotlight utilise une base de données SQLite. Chaque éditeur de logiciels peut développer des plugins (avec l'extension .mdimporter) à copier dans /Library/Spotlight. Il existe actuellement des plugins pour :
- la suite Microsoft Office
- La suite OpenOffice.org
- AppleWorks, Keynote, Pages
- Microsoft Entourage

À partir de Mac OS X 10.5, il est possible d'utiliser des opérateurs booléens, mais aussi d'effectuer des opérations de bases telle que les additions, soustractions, multiplications et divisions. En outre il est possible de limiter la recherche directement sur le nom du fichier et pas uniquement dans son contenu.